# 中谷真憲
中谷 真憲（なかたに まさのり）は、日本の政治学者。京都産業大学法学部教授。専門は、フランス政治史、政治社会学、公共政策。学位は修士（法学）（京都大学、1999年）。

## 略歴
- 1999年、京都大学大学院助手[1]。（ - 2000年）
- 2000年、立命館大学非常勤講師[1]。（ - 2001年）
- 2001年、京都産業大学専任講師
- 歴史横断的な公共論から具体的な地域政策、企業の人材研修にいたるまで、幅広い研究と社会活動を続けている。パリのOECDや上海社会科学院など国内外で、多数のシンポジウム、講演、報告の実績を有する。世界各地でのフィールドワークやインタビュー経験も豊富である。自身は理想と現実、研究と実践の架橋を信条とし、手触りのある地域社会の中で、未来に向けた実践的な取り組みを少しでも前に進めることに価値を置いている。趣味はジャンルを問わない読書と飲酒、要するにただの酒飲みである。事務局長としては、個性豊かなスタッフを静かに支える思索的実務家。[1]。

## 教員および院生の活動記録（学会および研究会などでの発表）
- 1.平成25年2月、NPO法人グローカル人材開発センター設立
- 2.平成22年6月、“ フランスの移民問題とアイデンティティ―サルコジはポピュリストか”、日本比較政治学会2010年度研究大会報告
- 3.平成22年2月、“EU と多極的世界”、「帝国・国家・地域：21 世紀の世界秩序を求めて」、世界問題研究所座談会報告
- 4.平成21年3月、京都新聞コラム『私論公論　世襲政治を考える』執筆（平成21年3月27日掲載）
- 5.平成19年6月、“ フランスの移民問題”、共同研究プロジェクト「帝国・国家・地域－21 世紀の世界秩序を求めて」研究会
- 6.平成18年12月、“ 暴動の裏側　フランス2005－2006”、法学会秋季講演（神山大ホール）
- 7.平成18年6月、“ 戦後フランスの対米意識－ゴーリスムの遺産についての覚書”、共同研究プロジェクト「反アメリカニズムの学際的研究－現代ヨーロッパを中心とした国際比較」研究会
- 8.平成17年4月、“ 寛容としてのライシテ？－共和国理念と「他者」との共生”、関西公共政策研究会
- 9.平成16年10月、“ 共和国原理再考－ライシテは破綻したのか？ ”、比較政治学研究会
- 10.平成16年7月、“ 民主主義と信頼－地方政治の行方”、京都府議会事務局講演

## 著書

### 共著
- （中谷猛）『市民社会と市場のはざま―公共理念の再生に向けて』（晃洋書房、2004年）
- 1.共著『覇権以後の世界秩序』ミネルヴァ書房（木村雅昭・中谷真憲編）、平成24年
- 2.拙論「フランスの移民政策とそのディスクール」、『産大法学』、第42巻第2号、平成20年：フランスの移民政策をめぐる議論のあり方を考察したもの。
- 3.拙論（資料）「暴動の裏側－フランス二〇〇五～二〇〇六年」、『産大法学』、第41巻第1号、平成19年：法学会秋季講演を下敷きとして、フランスの移民暴動事件を考察したもの。
- 4.共著『外国人参政権問題の国際比較』昭和堂（河原祐馬・植村和秀編）、平成18年：第2章「フランスにおける移民の社会統合と共和国理念」を執筆。
- 5.共著『シティズンシップの教育学』晃洋書房、平成18年：第7章「宗教教育―フランスにおける非宗教性原理と公民教育」を執筆。
- 6.拙論「米国に対抗するフランスの論理」、『産大法学』、第38巻第2号、平成16年：A・ジョクスらの議論を手がかりに、フランスの対米反抗の論理を考察したもの。